# Raudingo
Raudingo (em latim: Raudingus) foi um oficial franco do século VI, ativo durante o reinado de Quildeberto II (r. 570–595). Era um dos 20 duques enviados por Quildeberto em 590 para ajudar os romanos na Itália contra os lombardos. Ele, Leudefredo e Olfigando foram enviados por Heno ao exarca Romano (r. 589–596). Raudingo foi estilizado como "homem magnífico, duque" por Romano.